# Hope Lange
Hope Elise Ross Lange (Redding (Connecticut), 28 november 1933 – Santa Monica (Californië), 19 december 2003) was een Amerikaans actrice.
Lange begon haar carrière in het theater en maakte in 1943 haar debuut op Broadway in het stuk The Patriots. In 1956 maakte ze haar filmdebuut tegenover Marilyn Monroe en Don Murray in Bus Stop. Met tegenspeler Murray trouwde ze op 14 april dat jaar.
Lange werd opgemerkt en kreeg een grote rol in Peyton Place (1957). Voor haar rol werd ze genomineerd voor een Golden Globe en een Academy Award in de categorie "Beste Vrouwelijke Bijrol".
Na nog een aantal filmrollen was ze van 1968 tot en met 1970 te zien in de televisieserie The Ghost & Mrs. Muir. Door het succes van die serie was ze ook drie seizoenen lang in The New Dick Van Dyke Show te zien. In 1998 was ze in haar laatste film te zien.
- Biblioteca Nacional de España: XX1343626
- Bibliothèque nationale de France: cb14196337c (data)
- Catàleg d'autoritats de noms i títols de Catalunya: 981058510082506706
- Gemeinsame Normdatei: 128618183
- International Standard Name Identifier: 0000 0001 0878 598X
- Library of Congress Control Number: n85199296
- MusicBrainz: b4f80fa9-7cf1-4f09-816c-7592d8acfba3
- Nationale Bibliotheek van Israël: 987007345773505171
- Nationale Bibliotheek van Polen: a0000001721924
- SNAC: w6r85rqt
- Système universitaire de documentation: 129739375
- Virtual International Authority File: 22352450
- WorldCat: E39PBJtrQrRrvGKJFrd8XbR9Xd